# 排市镇
排市镇，是中华人民共和国湖北省黃石市阳新县下辖的一个乡镇级行政单位。

## 行政区划
排市镇下辖以下地区：
排市村、河北村、万家村、上王村、梅潭村、硖石村、石坑村、洛元村、西元村、下桥村、铁铺村、玉畈村、日清村、山田村、垅口村、后坑村、官科村、泉山村、王垴村、中山村、陈山村、下容村、富山村和红山村。

## 中国传统村落
2012年，下容村阚家塘被评为首批“中国传统村落”。